# Malik Zidi
Malik Zidi (* 14. února 1975, Saint-Maur-des-Fossés, Francie) je francouzský herec.

## Život a kariéra
Narodil se na předměstí Paříže alžírskému otci a francouzské matce, režisérce. Od začátku se věnoval kariéře v komické sféře. Následovaly kurzy v divadle Veronique Nordey a de Proposition v Paříži, studoval také akrobacii a pantomimu, herectví studoval ve Studiu Pygmalion. Premiéru ve filmu si odbyl v roce 1998 ve filmu Les Corps ouverts. Následovalo několik filmů, za které obdržel 4 nominace na Césara (Kapky deště na rozpálených kamenech, 2000; Un moment de bonheur, 2002; Časy se mění, 2004 a Les Amitiés maléfiques z roku 2006 – za tento film Césara obdržel). Objevil se i například ve filmech Druhá tvář nebo Zkáza zámku Herm.

## Filmografie (výběr)
- 1998 – Place Vendôme – Svět diamantů
- 2000 – Kapky deště na rozpálených kamenech
- 2000 – Druhá tvář
- 2002 – Un moment de bonheur
- 2004 – Sissi, l'impératrice rebelle (TV film)
- 2004 – Otec Goriot (TV film)
- 2004 – Časy se mění
- 2005 – Prokletí králové (seriál)
- 2006 – Les Amitiés maléfiques
- 2007 – Zkáza zámku Herm
- 2008 – Geliebte Clara